# Clasa de monitoare fluviale „Mihail Kogălniceanu”

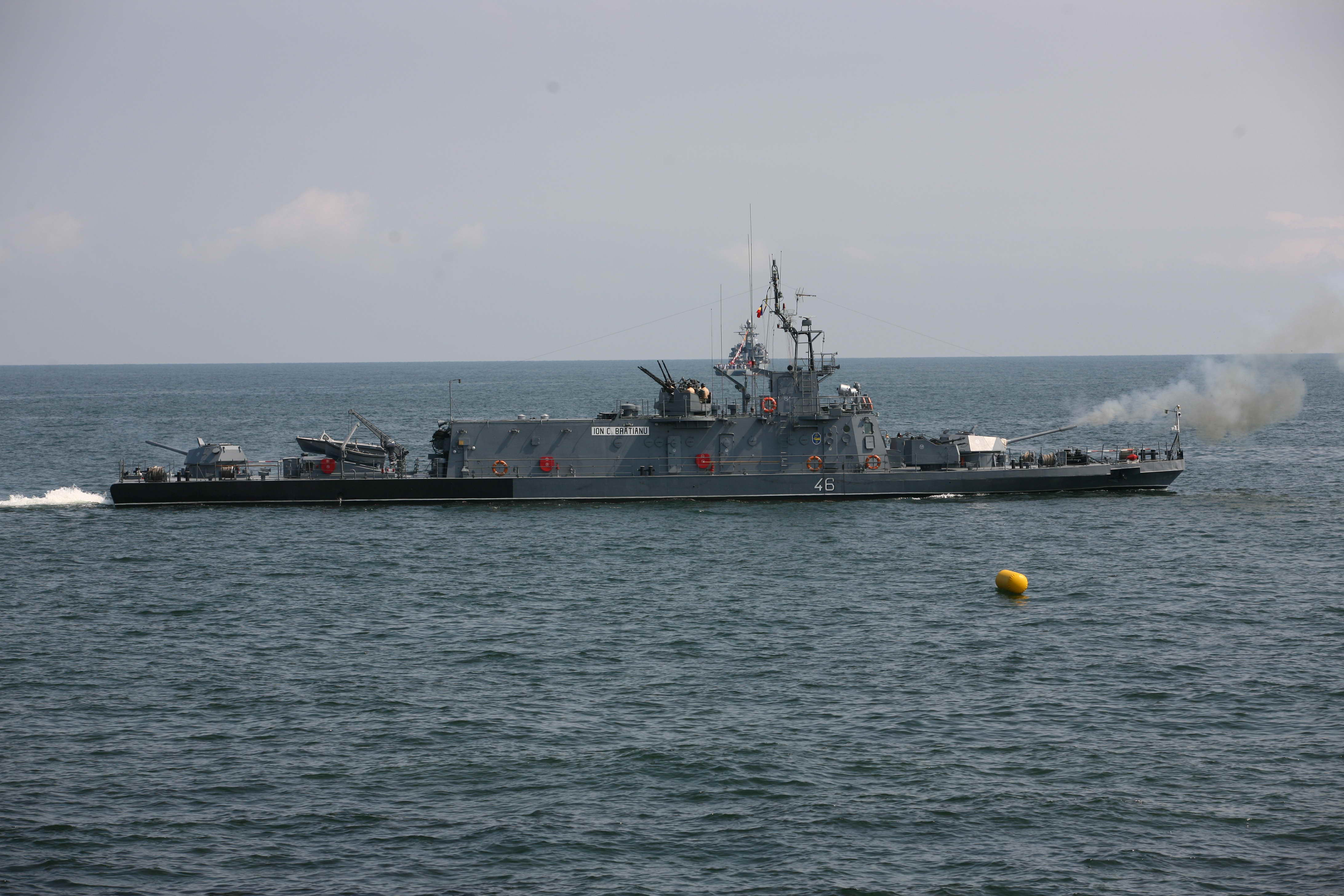
Monitorul fluvial F-46

Clasa de monitoare fluviale „Mihail Kogălniceanu” este o clasă de nave de patrulă fluviale aflate în serviciu activ în cadrul Forțelor Navale Române.

## Nave
- Mihail Kogălniceanu (F-45). Lansat în 1993 - în serviciu.
- Ion C. Brătianu (F-46). Lansat în 1995 - în serviciu.
- Lascăr Catargiu (F-47). Lansat în 1998 - în serviciu